# Marušići (Buje)
Marušići (olaszul:  Marussici) falu Horvátországban, Isztria megyében. Közigazgatásilag Bujéhoz tartozik.

## Fekvése
Az Isztria északnyugati részén, Umagtól 18 km-re délkeletre, községközpontjától 7 km-re keletre, a Bujština területén, a Kaštelt Sternával összekötő út mentén, a szlovén határ közelében fekszik.

## Története
A falu tágabb területének elnevezése eredetileg Sorbar volt és mai nevét az itt előforduló leggyakoribb vezetéknévről (Marušić) kapta. Eredetileg a mai helyétől északabbra feküdt, de a 16. és 17. században a háborúk és járványok következtében kipusztult lakosság pótlására a tengerpartról és Dalmáciából érkezett földműves családokkal népesítették be. 1797-ben a napóleoni háborúk következtében megszűnt a Velencei Köztársaság és az Isztriával együtt a település is Habsburg uralom alá került. 1805-ben Napóleon a francia fennhatóság alatt álló Illír provincia részévé tette. Napóleon bukása után 1813-ban az egész Isztriával együtt ismét a Habsburg birodalom részévé vált és maradt 1918-ig. 1857-ben 256, 1910-ben 379 lakosa volt.
Az első világháború után a rapallói szerződés értelmében Isztria az Olasz Királysághoz került. 1943-ban az olasz kapitulációt követően német megszállás alá került, mely 1945-ig tartott. A második világháború után a párizsi békeszerződés értelmében Jugoszlávia része lett, de 1954-ig különleges igazgatási területként átmenetileg a Trieszti B zónához tartozott és csak ezután lépett érvénybe a jugoszláv polgári közigazgatás. Kulturális-művészeti és sportegyesületét 1947-ben alapították. Több énekkar és egy kis könyvtár is létesült. A település Jugoszlávia felbomlása után 1991-ben a független Horvátország része lett. 1993-ban újraalakították a történelmi Buje községet. 2011-ben 158 lakosa volt. Lakói mezőgazdasággal és egyre inkább a falusi turizmussal (borospincék, borút) foglalkoznak.

## Nevezetességei
- Szent Lúcia tiszteletére szentelt temetőkápolnáját 1781-ben építették egy román stílusú kis templom alapjain. Egyhajós épület, homlokzata felett nyitott kétnyílásos harangtoronnyal, benne két haranggal. Szent Lúciát, Szent Sebestyént és a Madonnát gyermekével ábrázoló oltárképét F. Quajati festette 1872-ben
- Szent Flórián tiszteletére szentelt temploma a falutól délre áll. Egyhajós épület, a homlokzat feletti kis nyitott harangtoronyban egy harang látható. Ezt a templomot is temető övezte egykor és ma is kőkerítés veszi körbe.
- 1980-ban itt alapították a "Kornarija" nemzetközi szobrásziskolát, mely az azonos nevű kőbányáról kapta a nevét. Az ötletgazda a pirani Obalne galerije igazgatója Toni Biloslav volt, aki létrehozta a helyi kulturális szervezetet. Az első tanulók már az év szeptemberében meg is érkeztek a londoni St. Martin's School of Artból. A következő években tapasztalatokat cserélhettek Olaszországból, Spanyolországból és a korábbi Jugoszlávia területéről érkezett tanulókkal is. Hét év alatt 13 ország 100 tanulója érkezett ide akik számos alkotásukat hagyták a marušići szoborparkban.
- A faluban fennmaradt a helyi népi építészet néhány kőből épített példája.

## Lakosság
| Lakosság változása | Lakosság változása | Lakosság változása | Lakosság változása | Lakosság változása | Lakosság változása | Lakosság változása | Lakosság változása | Lakosság változása | Lakosság változása | Lakosság változása | Lakosság változása | Lakosság változása | Lakosság változása | Lakosság változása | Lakosság változása |
| ------------------ | ------------------ | ------------------ | ------------------ | ------------------ | ------------------ | ------------------ | ------------------ | ------------------ | ------------------ | ------------------ | ------------------ | ------------------ | ------------------ | ------------------ | ------------------ |
| 1857               | 1869               | 1880               | 1890               | 1900               | 1910               | 1921               | 1931               | 1948               | 1953               | 1961               | 1971               | 1981               | 1991               | 2001               | 2011               |
| 256                | 271                | 294                | 349                | 353                | 379                | 403                | 401                | 493                | 370                | 334                | 157                | 153                | 164                | 179                | 158                |